# 格拉萨圣母城-杜什德戈拉杜什
格拉萨圣母城-杜什德戈拉杜什是葡萄牙波塔莱格雷区的一个堂区。总面积35.72平方公里，总人口536人，人口密度15人/平方公里。